# Coordinadora Verde
La Coordinadora Verde es el movimiento de bases de la ecología política en España, formada por ecologistas tanto sin afiliación política como por militantes de diferentes partidos verdes. Es fruto del proceso de unidad iniciado en Fuenterrabía el 15 de junio de 2008 con la «Declaración verde de Hondarribia».
Se autodefine como un espacio de encuentro abierto a quienes participan en la reconstrucción de un proyecto verde autónomo con peso propio en España a partir del trabajo en red de las bases de la ecología política.
Según algunos analistas políticos y prensa especializada, se trata de la iniciativa más seria en décadas en la construcción del referente político verde en España.
El 4 de junio de 2011 comienza la confluencia de la ‘coordinadora verde’ con Equo para poner en marcha un nuevo proyecto político verde a nivel Estatal.

## Historia

### El movimiento de Fuenterrabía
La primera reunión que dio lugar al movimiento de Fuenterrabía fue convocada entre partidos verdes de comunidades y provincias cercanas (Aragón, Asturias, Euskadi, Navarra y Segovia), indistintamente de su filiación estatal, para colaborar en temas del territorio. Sin embargo, de la convivencia y los debates surgió la primera declaración que recibió el nombre de la localidad del encuentro, la Declaración verde de Hondarribia.
En ella se hacía un análisis de la situación del movimiento verde y las causas de su crisis y estancamiento, reconociéndose los firmantes parte de un proyecto político común al margen de las siglas que los separaban. A partir de esta, se sucedieron una serie de encuentros de bases convocados por los asistentes al anterior encuentro, basados en el trabajo en red de la militancia verde sin exclusión en función del partido verde al que perteneciese esta. Se han celebrado, o están programados, los siguientes encuentros:
| Encuentro | Municipio                     | Fecha                                                   |
| --------- | ----------------------------- | ------------------------------------------------------- |
| H1.0      | Fuenterrabía (Guipúzcoa)      | 14 y 15 de junio de 2008                                |
| H2.0      | Gijón (Asturias)              | 4 y 5 de octubre de 2008                                |
| H3.0      | Cabañas de Polendos (Segovia) | 10 y 11 de enero de 2009                                |
| H4.0      | Huesca                        | 26 de julio de 2009 (I Universidad de Verano)           |
| H5.0      | Málaga                        | 5 y 6 de diciembre de 2009                              |
| H5.1      | Barcelona                     | 21 de marzo de 2010 (Consejo del Partido Verde Europeo) |
| H5.2      | Beire (Navarra)               | 1 de agosto de 2010 (II Universidad de Verano)          |
| H6.0      | Madrid                        | 25 y 26 de septiembre de 2010                           |

A diferencia de iniciativas anteriores que planteaban una sigla electoral a la que adherirse o acuerdos entre siglas, como movimiento de bases, la de Fuenterrabía basa la unidad en el concepto de Unidad de Acción, es decir, el trabajo político conjunto y desde las bases. Así, gracias a los grupos sectoriales integrados a partir de julio de 2009 dentro de la Coordinadora Verde, se llevó a cabo la primera Universidad Verde de Verano en la que se constituye formalmente la Coordinadora Verde.

### Confluencia con Equo
El 4 de junio de 2011, aprovechando que en la jornada siguiente era el Día Mundial del Medio Ambiente, los portavoces de la Coordinadora Verde, Sonia Ortiga y Florent Marcellesi, asistieron al encuentro organizado por Equo, con el objetivo de confluir en la puesta en marcha de un proyecto político verde a nivel Estatal , que concurriera a las siguientes elecciones generales.
En el encuentro, en el que participaron más de 30 organizaciones políticas verdes y progresistas de todo el Estado, así como la presidenta del Partido Verde Europeo, Monica Frassoni, se eligió la Comisión Promotora, se aprobó un manifiesto conjunto y la formación de un nuevo espacio político.

## Apoyos
Apoya el proceso la asociación Jóvenes Verdes y la Coordinadora Verde mantiene contacto (bien contando con observadores o con canales establecidos) con formaciones políticas afines.
En otro plano, el Partido Verde Europeo ha manifestado su apoyo y esperanza en el movimiento de Fuenterrabía. En enero de 2009 los representantes de este hicieron público un comunicado ratificando el análisis de las bases y acompañando el proceso, desde entonces, con un observador oficial en cada encuentro.

## Organización
La Coordinadora Verde tiene un sistema de co-portavocía paritaria (hombre y mujer) como es habitual en los partidos verdes, compuesto actualmente por Florent Marcellesi y Sonia Ortiga. Además los acompañan cinco miembros más con labores de secretariado y seguimiento designados, como todas las decisiones, asambleariamente en los encuentros.
Para funcionar, además de los encuentros periódicos de bases, la organización descansa fundamentalmente en grupos de trabajo temáticos que mediante trabajo colaborativo producen el contenido ideológico y crean un debate político de base continuo y consistente.
La Coordinadora Verde conecta en la Red de Concejales a la mayoría de los concejales verdes del Estado.

### Un partido en RED
Una organización verde ha de producir trabajo político de forma regular, organizada, abierta, cooperativa y en red. Integrantes de los partidos verdes de todos los territorios trabajan interconectados entre sí en apoyo mutuo. Para romper el clima tradicional de división integrando a todas las familias y sensibilidades de la ecología política en un espacio de trabajo conjunto.

### La Universidad Verde de Verano
La Coordinadora Verde promueve la Universidad Verde de Verano, cuya primera edición se celebró en Huesca durante el 4º encuentro de bases.
Del 29 de julio al 1 de agosto de 2010 se celebró la segunda edición en la localidad de Beire con participación y apoyo de militancia de partidos verdes de toda Europa y movimientos sociales, junto con el Partido Verde Europeo y destacadas personalidades como el exdirector de Greenpeace, Juan López de Uralde, el director ejecutivo de SEO BirdLife Alejandro Sánchez o el vicepresidente de Sustainable Labour Joaquín Nieto.

### Europe Ecologie en España
Uno de los objetivos de la Coordinadora Verde es establecer un modelo de participación política similar al francés de Europe Ecologie. En la II Universidad Verde de Verano, Florent Marcellesi, el coportavoz de la Coordinadora Verde, presentó en una plenaria donde asistieron representantes de Los Verdes franceses y Europe Écologie una propuesta para montar Europe Ecologie en España.

## Elecciones autonómicas y municipales de 2011
De cara a las elecciones autonómicas y elecciones municipales de 2011 la Coordinadora Verde se presentó mediante la plataforma Ecolo-Verdes integradas por los partidos miembros de ella.
También se anunció el apoyo a esta candidatura de Juan López de Uralde y de la fundación Equo que lidera, así como el apoyo del Partido Verde Europeo y de Alianza 90/Los Verdes, el partido verde alemán.

## Partidos que apoyan actualmente a la Coordinadora Verde
| Región                 | Nombre | Candidatura en las Elecciones Generales de 2008 |
| ---------------------- | --- | --- |
| Andalucía              | Los Verdes de Andalucía y Coordinadora Verde de Andalucía | En solitario |
| Aragón                 | Los Verdes de Aragón | En solitario |
| Principado de Asturias | Los Verdes de Asturias | En coalición con IU y el Bloque por Asturies. Desde las elecciones Auonómicas y municipales 2011 se presentan a las elecciones en coalición con Izquierda Unida-Izquierda Xunida d'Asturies, sin integrar esta coalición ninguno de los partidos políticos integrantes de Bloque por Asturies. |
| Extremadura            | Los Verdes de Extremadura | En solitario |
| Islas Baleares         | Els Verds de Mallorca y Els Verds de Menorca | En coalición con Bloc per Mallorca y PSM, respectivamente. |
| Canarias               | Partido Verde Canario y Los Verdes de Canarias | En solitario |
| Comunidad de Madrid    | Coodinadora Verde de Madrid (Los Verdes de Madrid, Los Verdes Comunidad de Madrid, Los Verdes de Europa, Gira Madrid-Los Verdes)                                                         | Los Verdes-Grupo Verde y Gira Madrid-Los Verdes se presentaron en candidatura conjunta a las elecciones autonómicas y municipales 2011 junto a Izquierda Unida. Partido Antitaurino Contra el Maltrato Animal se presentó en solitario a las elecciones autonómicas y municipales 2011. Todos los demás partidos políticos de verdes o ecologista presentes en Madrid se presentaron dentro de la candidatura Ecolo-Verdes a las elecciones autonómicas y municipales 2011. De cara a las Generales 2011 la coalición sucesora de Ecolo-Verdes se llamará Equo. |
| Comunidad Valenciana   | Coodinadora Verda del País Valencià ( Els Verds-Esquerra Ecologista del País Valencià, Los Verdes de Villena (Los Verdes de Europa), Los Verdes de Novelda (Els Verds del País Valencià) | En solitario o con Compromís |
| Navarra                | Verdes de Navarra - Nafarroako Berdeak | No se presentaron |
| Región de Murcia       | Los Verdes de la Región de Murcia | En coalición junto a IU |
| País Vasco             | Berdeak-Los Verdes | En solitario |
| Cantabria              | | |
| Castilla-La Mancha     | | |
| Castilla y León        | Los Verdes de Laciana, Los Verdes de Segovia | En solitario |
| Cataluña               | | |